# Daniel Schorn
Daniel Schorn (Saalfelden, 21 de octubre de 1988) es un ciclista austriaco.
Debutó como profesional en 2008 en el equipo austriaco ELK Haus y en 2010 pasó al equipo alemán Bora-Argon 18. En 2016, año en el que se retiró, corrió para el equipo continental de su país, el Team Felbermayr-Simplon Wels.

## Palmarés
2010
- 1 etapa del Tour de Normandía
- 2 etapas de la Vuelta a Eslovaquia

2012
- 1 etapa de la Settimana Coppi e Bartali

2015
- 3.º en el Campeonato de Austria en Ruta

2016
- 1 etapa del Rhône-Alpes Isère Tour

## Resultados en Grandes Vueltas y Campeonatos del Mundo
| Carrera         | Carrera         | 2008 | 2009 | 2010 | 2011 | 2012  | 2013 | 2014 | 2015 | 2016 |
| --------------- | --------------- | ---- | ---- | ---- | ---- | ----- | ---- | ---- | ---- | ---- |
|                 | Giro de Italia  | ―    | ―    | ―    | ―    | 124.º | ―    | ―    | ―    | ―    |
|                 | Tour de Francia | ―    | ―    | ―    | ―    | ―     | ―    | ―    | ―    | ―    |
|                 | Vuelta a España | ―    | ―    | ―    | ―    | ―     | Ab.  | ―    | ―    | ―    |
| Mundial en Ruta | Mundial en Ruta | —    | ―    | ―    | ―    | Ab.   | ―    | ―    | ―    | ―    |

―: no participa

Ab.: abandono

## Equipos
- ELK Haus (2008-2009)
  - ELK Haus-Simplon (2008)
  - ELK Haus (2009)
- NetApp/Bora (2010-2015)
  - Team NetApp (2010-2012)
  - Team NetApp-Endura (2013-2014)
  - Bora-Argon 18 (2015)
- Team Felbermayr-Simplon Wels (2016)